# Макензен, Фриц
Это статья о немецком художнике. Статью о немецком генерал-фельдмаршале Августе фон Макензене см. Макензен, Август фон
Фриц Макензен (нем. Fritz Mackensen; 8 апреля 1866, Грене возле Крайензена — 12 мая 1953, Бремен) — немецкий художник, один из известнейших представителей югендштиля в Северной Германии.

## Биография и творчество
Фриц Макензен учился живописи у Петера Янссена в Дюссельдорфе и у Вильгельма фон Дица и Фридриха Августа фон Каульбаха в Мюнхене, работавших в основном по тематике исторической живописи. Несмотря на влияние учителей, основной интерес у молодого художника вызывают пейзажная живопись и изображение будней крестьянской жизни. В 1884 г. он поселяется в Ворпсведе близ Бремена, где в 1889 г. совместно с Отто Модерзоном основывает колонию художников, к которой в числе прочих присоединились Ганс ам Энде, Генрих Фогелер, Фриц Овербек, Бернхард Хётгер и Паула Модерсон-Беккер.
В 1910—1918 гг. преподавал в Веймаре, и в эти годы работы Макензена становятся известны по всей Германии. Поэт Райнер Мария Рильке воспел творчество художника в книге стихов «О паломничестве» (1903).